# Sue Scott (Soziologin)
Sue Scott ist eine britische Feministin und Soziologin. Sie ist Honorarprofessorin am Centre for Women's Studies der University of York und amtiert 2017–2019 als Präsidentin der European Sociological Association.
Nach dem Studium der Soziologie an verschiedenen britischen Universitäten und Lehr- und Forschungsaufträgen wurde Scott 1999 Professorin an der University of Durham, wo sie zeitweilig als Dekanin wirkte. 2004 wechselte sie an die Keele University (Dekanin) und 2009 zur Glasgow Caledonian University (Pro Vice Chancellor for Research). 2012 trat sie von diesem Posten zurück, wirkte freiberuflich in der soziologischen Forschung und wurde Honorarprofessorin in York.  
Ihre Forschungsinteressen gelten den Gender Studies, der Sexualforschung und der Risikoforschung.